# Malta nos Jogos Olímpicos de Verão de 1992
Malta competiu nos Jogos Olímpicos de Verão de 1992 em Barcelona, Espanha. Malta participou dos eventos de atletismo, tiro, judô e vela.

## Resultados por Evento

### Atletismo
100 m feminino
- Deirdre Caruana
  - Eliminatórias — 12.59 (→ não avançou, 82º lugar)

200 m feminino
- Deirdre Caruana
  - Eliminatórias — 25.28 (→ não avançou, 79º lugar)

800 m feminino
- Carol Galea
  - Eliminatórias — Desclassificada (→ não avançou, 36º lugar)

1.500 m feminino
- Carol Galea
  - Eliminatórias — 4:33.41 (→ não avançou, 34º lugar)

### Judõ
Competição masculina
- Jason Trevisan → Eliminado na primeira rodada

Competição feminina
- Laurie Pace → Eliminado na primeira rodada

### Tiro
- Horace Micallef → 30º lugar

### Vela
Classe Lechner masculino
- Jean-Paul Soler
  - Classificação final — 331.0 pontos (→ 33º lugar)